# Amphicarpaea bracteata
Кабанячий арахіс (Amphicarpaea bracteata) — вид рослини родини метеликові.

## Назва
За здатність плодоносити під землею в англійській мові отримала назву «кабанячий арахіс» (англ. hog peanut).

## Будова
Однорічна в'юнка рослина зі злегка волохатим стеблом. Складний листок складається з трьох листочків. Цвіте пізнього літа та ранньою осінню двома типами квіток. Одні - 2 см лілового кольору, схожі на горох, зібрані у пониклі суцвіття, з'являються у верхній частині стебла. Інші - з рудиментарними пелюстками при основі рослини на довгих столонах, що самозапилюються. Плід нижніх квіток - м'ясистий стручок з єдиною горошиною 15 мм в діаметрі, тоді як верхні квіти мають по кілька горошин. Інколи плоди нижніх квіток на столонах дозрівають під землею.

## Поширення та середовище існування
Зростає на сході та в центрі Північної Америки у вологих лісах та заростях. 

## Практичне використання
Кореневища та насіння рослини можна вживати в їжу. Горошини солодкі та смачні сирі із смаком, що більше схожі на очищену садову квасолю, ніж на арахіс. Корінь очищають від шкірки, відварюють, а потім їдять.

## Галерея

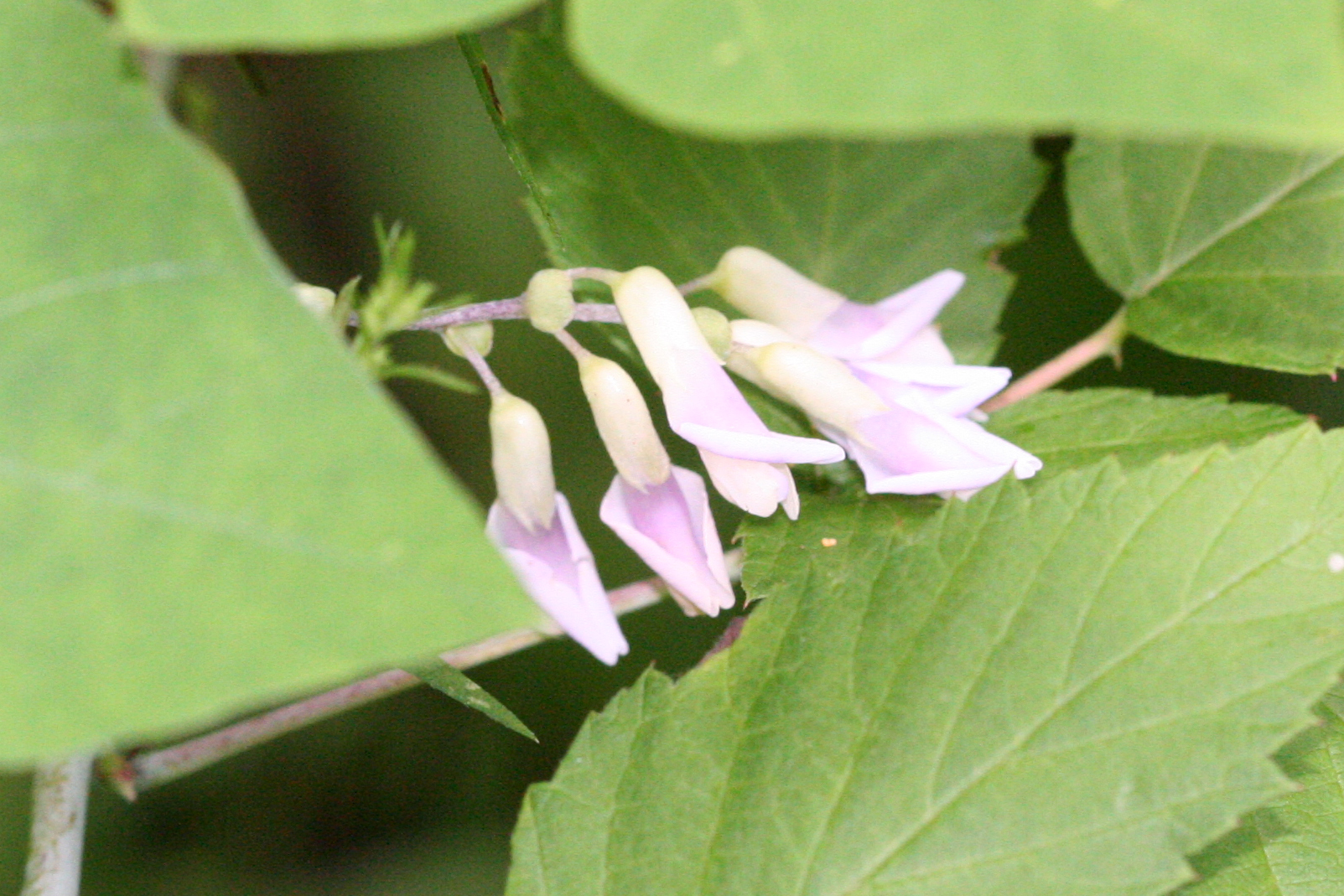
Квіти
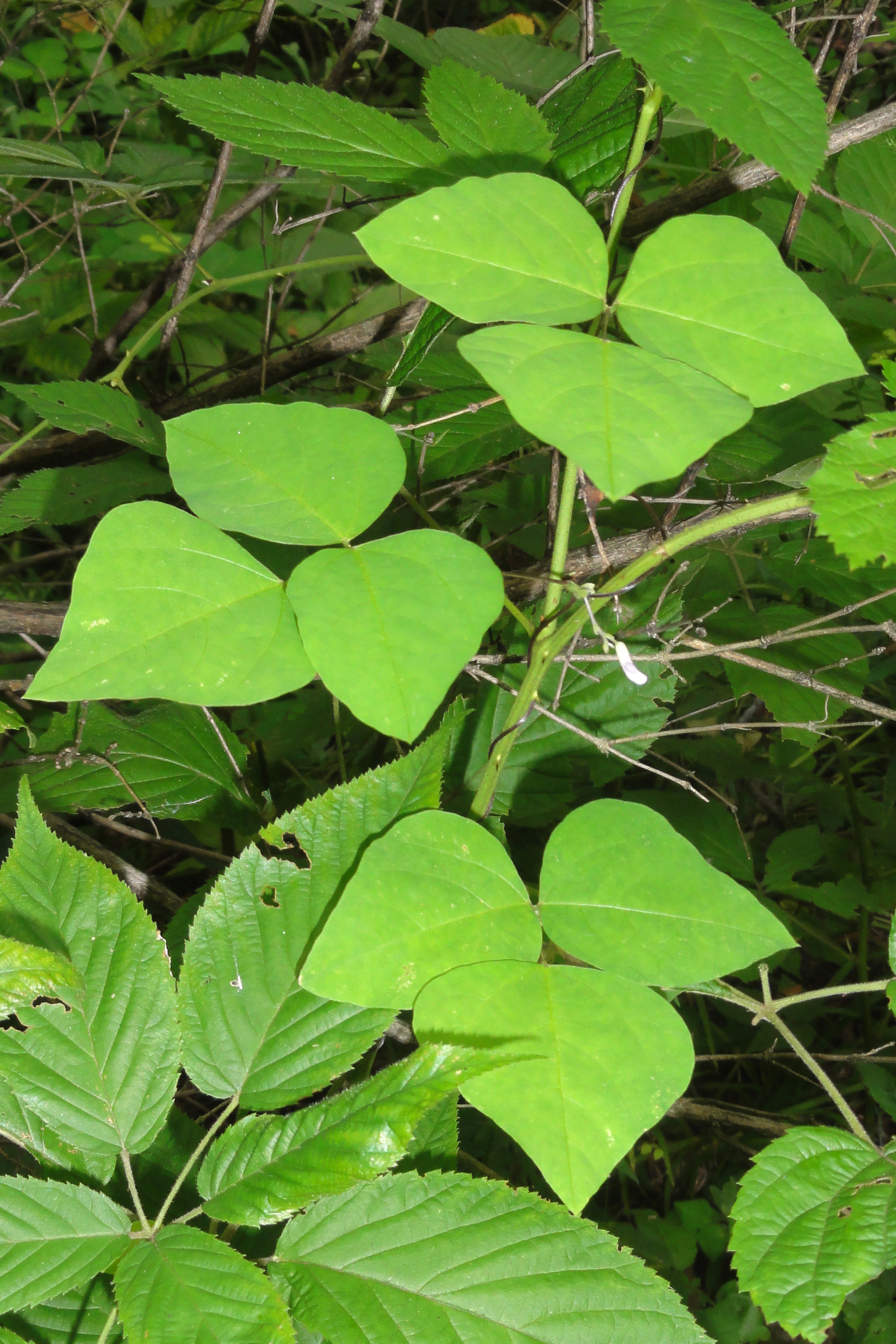
Листя
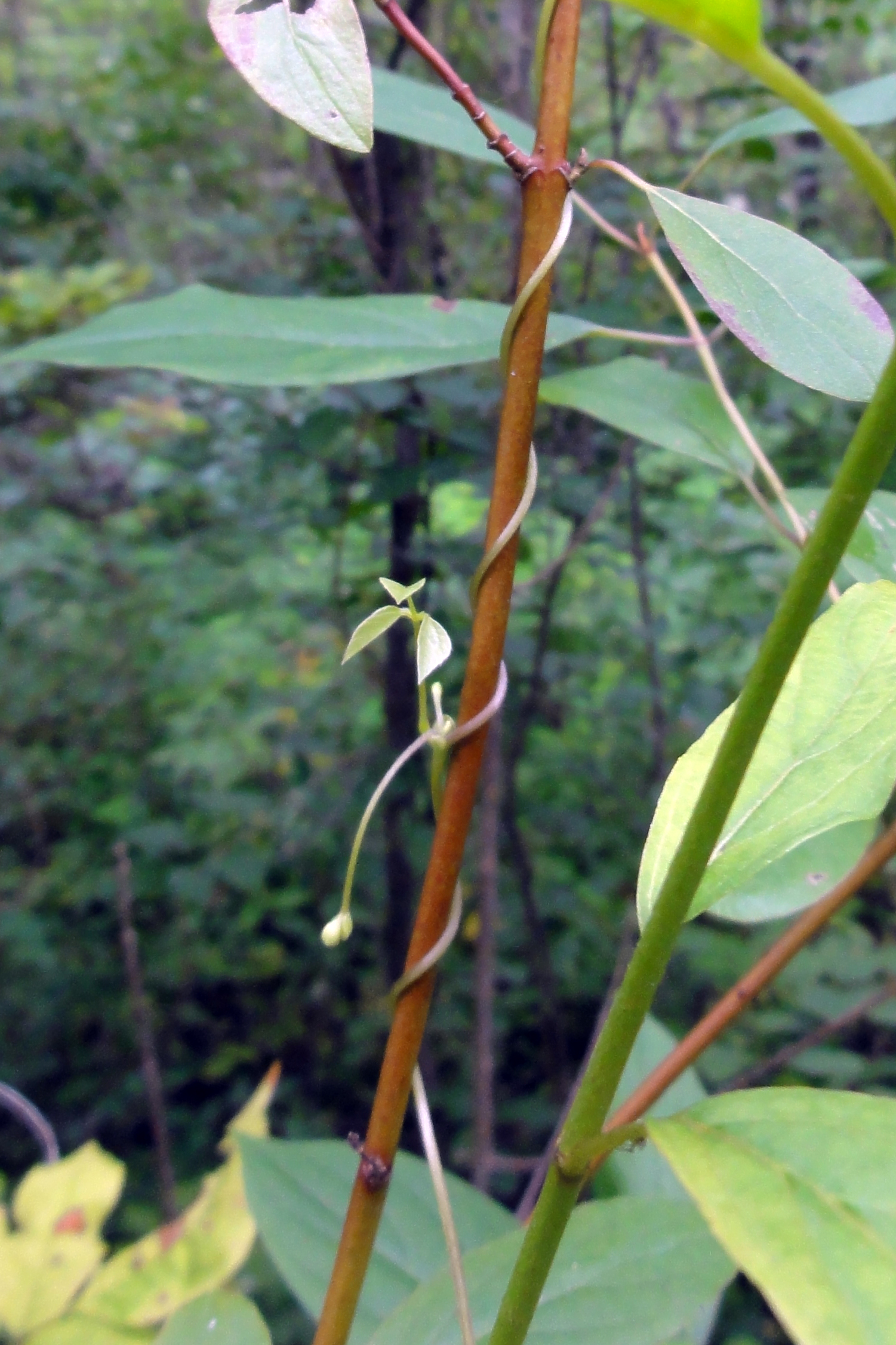